# Megaselia dewulfi
Megaselia dewulfi är en tvåvingeart som beskrevs av Bridarolli 1951. Megaselia dewulfi ingår i släktet Megaselia och familjen puckelflugor. Inga underarter finns listade i Catalogue of Life.